# Triggernometry
Triggernometry — пятый студийный альбом американской хардкор-рэп-группы Onyx, выпущенный 22 июля 2003 года лейблом D3 Entertainment. Весь альбом был спродюсирован Kronic Tones. В записи альбома приняли участие T Hussle, Genovese, Begetz, X1, Bad Luck, Dirty Getinz.
Triggernometry дебютировал под номером 66 в чарте Top R&B/Hip Hop Albums в американском журнале Billboard.

## Предыстория
В 2003 году группа Onyx вернулась с альбомом Triggernometry, состоящим из 10 новых треков и 11 историй из жизни группы Onyx, рассказанных самими участниками группы в перерыве между песнями. Все песни были спродюсированы одним продюсером Kronic Tones, который ранее спродюсировал 7 треков для второго сольного альбома Fredro Starr Don’t Get Mad Get Money. Альбом был раскритикован поклонниками группы Onyx, которые считают, что такой музыкальный продакшн подходит только для ночных клубов, но не для улиц. Первоначально альбом должен был выйти 31 октября под названием Triggernometry: The Study of Guns, но позже название было сокращено до Triggernometry, и альбом был выпущен ранее.

## Синглы
Был выпущен один сингл в поддержку выхода альбома: «Mama Cryin'/Wild N Here».

## Приём критиков
В 2003 году редактор российской интернет-газеты NewsLab.ru, Митя Mешалкин, похвалил альбом, добавив, что на Triggernometry, несмотря на устрашающее (смесь слов «курок» и «тригонометрия») название, стало заметно меньше уличной небрежности и заметно больше «музыкальности».
В 2003 году редактор сайта RapReviews.com, Стив «Flash» Джуон, оценил альбом на 4 из 10, назвав его «жалкой попыткой пережить былую славу Onyx’а». Автор также отметил, что Стики демонстрирует ту же проблему, что и на альбоме «Decade», а именно то, что он звучит усталым и без энтузиазма, как будто он скрывает свои эмоции. Стики и Фредро кажутся одинаково незаинтересованными в возрождении имени Onyx, и им не следовало даже пытаться.

## Список композиций
| #   | Название               | Участвующие гости                   | Продюсер(ы)                               | Длительность |
| --- | ---------------------- | ----------------------------------- | ----------------------------------------- | ------------ |
| 01. | «Trigonometry Intro»   |                                     |                                           | 0:58         |
| 02. | «Gun Clap Music»       |                                     | Kronic Tones                              | 4:08         |
| 03. | «Stick Up»             |                                     |                                           | 0:27         |
| 04. | «JMJ»                  |                                     | Kronic Tones                              | 4:10         |
| 05. | «Def Scams»            |                                     |                                           | 0:39         |
| 06. | «Street Is Us»         | T Hussle                            | Kronic Tones                              | 2:52         |
| 07. | «Source Awards»        |                                     |                                           | 1:04         |
| 08. | «Wild N Here»          |                                     | Kronic Tones                              | 3:58         |
| 09. | «'93 Flex»             |                                     |                                           | 0:39         |
| 10. | «O.N.Y.X. RMX»         | Genovese                            | Kronic Tones, Dominche (сопродюсер)       | 3:54         |
| 11. | «Wu Da Competition»    |                                     |                                           | 1:06         |
| 12. | «Over»                 | Begetz                              | Kronic Tones, Hector Delgado (сопродюсер) | 4:13         |
| 13. | «B.I.G.»               |                                     |                                           | 1:17         |
| 14. | «Look Dog»             | X1                                  | Kronic Tones                              | 3:16         |
| 15. | «Irv Da A&R»           |                                     |                                           | 0:53         |
| 16. | «Da Next, Pt. 2»       |                                     | Kronic Tones                              | 3:42         |
| 17. | «Rappers in Flicks»    |                                     |                                           | 0:31         |
| 18. | «Champions»            | X1                                  | Kronic Tones                              | 3:23         |
| 19. | «Holla Back 50»        |                                     |                                           | 2:30         |
| 20. | «Mama Cryin»           | X1, Begetz, Dirty Getinz & Bad Luck | Kronic Tones                              | 4:01         |
| 21. | «Trigonometry (Outro)» |                                     |                                           | 0:37         |

## Сэмплы
Gun Clap Music
- «Calypso Rock» by Original Tropicana Steel Band (1975)

O.N.Y.X. (Неизданная оригинальная версия)
- «You’re a Big Girl Now» by The Stylistics (1970)

## Невошедший материал
Песни, записанные в 2002—2003 годах во время студийных сессий альбома Triggernometry, но были вырезаны из финальной версии альбома:
- «Gun Clap Music» (Original)
- «Wild In Here» (Demo Version)
- «O.N.Y.X.»
- «Over» (feat. Begetz) (Demo Version)

## Участники записи
Участники записи для альбома Triggernometry взяты из AllMusic и CD буклета.
- Оникс — исполнитель, вокал
- Фредро Старр — исполнитель, вокал, исполнительный продюсер
- Стики Фингаз — исполнитель, вокал, исполнительный продюсер
- Сонни Сиза — исполнитель, вокал
- Омар «Айсмен» Шариф — исполнительный продюсер
- Ти Хассл — приглашённый артист
- Джиновезе — приглашённый артист
- Бегетц — приглашённый артист
- Экс Уан — приглашённый артист
- Бэд Лак — приглашённый артист
- Дёрти Гетинц — приглашённый артист
- Хроник Тонц — продюсер
- Доминче — сопродюсер
- Гектор Дельгадо — инженер звукозаписи, сведение, сопродюсер
- Брайан Порисек — обложка, дизайн
- Алди Дамиан — направление лейбла

## Чарты

### Альбом
| Чарт (2003)               | Высшая позиция |
| ------------------------- | -------------- |
| US Top R&B/Hip-Hop Albums | 66             |